# أم جوزة
أم جوزة هي قرية أردنية تابعة لبلدية السلط الكبرى. تقع على بعد 20 كلم في الشمال الشرقي من مدينة السلط على سفوح جبل الغزلات.

## التسمية
الجوزه هي مفرد الجوز والتي هي شجرة مثمرة من فصيلة الجوزيات. والأرجح ان البلدة سميت نسبة لنبع «أم جوزة» والتي نما حواليه شجر الجوز وأما الآن، فنبت حوله شجر الحور.

## الجغرافيا
تبلغ مساحتها 4.3669 كلم2 وهي تمثل 5% من مساحة بلدية السلط.وعدد سكانها حوالي 3600 نسمة وكثافتها السكانية 810 نسمة/كم2. ويتبع لأم جوزة المنطقتين التاليتين:
- سلعوف: وهي منطقة أقيمت على السفح الشرقي لجبل دعم الغزالات وعلى ارتفاع 840 م. وتبعد عن السلط 11.6 كم.
- دعم الغزالات: وهي بلده حديثا نسبيا إذا لم تكن موجودة قبل الخمسينات من هذا القرن وتتكون من جبلين منفصلين كلاهما على سفح جبل دعم الغزالات على ارتفاع 1000م.

أم جوزه محاطه بمجموعه من الجبال والقرى الخضراء التي تمتاز بطابعها السياحي الذي يكثر فيه السياح الملقبين ب«شمامين الهوا» فهي محاطه ب «زي» علان «أم العمد» الرميمين «الوسية» وادي الناقة.